# Pont Vierendeel d'Anderlecht
Le pont Vierendeel d'Anderlecht (en néerlandais : Anderlechtse Vierendeelbrug) est un pont isostatique d'une longueur totale de 39 m permettant à la ligne 28 de la SNCB (Schaerbeek-Gare Bruxelles-Midi) de franchir le canal de Charleroi à hauteur de la chaussée de Mons.
La structure principale de cet ouvrage d'art est constituée de poutres Vierendeel, de 38,68 m de portée, enserré entre deux ponts de type « poutre » isostatiques de 15,5 m de portée chacun. Le pont Vierendeel permet la traversée du canal tandis que les deux ponts « poutres » latéraux permettent le passage au-dessus des quais. Il y a donc, au total, deux tronçons Vierendeel et quatre tronçons latéraux. Tous les éléments de ces ponts sont obtenues par l'assemblage de tôle, de plats et de cornières par rivetage. 
Chaque tronçon est appuyé d'un côté sur des rouleaux métalliques et de l'autre sur des articulations, également métalliques, permettant leur libre dilatation lors des variations de température.